# Polícia Militar
Au Brésil, les polices militaires (en portugais : Polícia Militar - PM) sont des forces préventives chargées du maintien de l'ordre public au sein des États (et du district fédéral). Chaque État possède sa propre police militaire subordonnée au gouvernement, avec différents cadres, règlements et uniformes.
Les polices militaires font partie de la sécurité publique, mais aussi du système national de défense, comme troupes de réserve et forces auxiliaires de l'armée de terre,. Cette police est distincte des polices des forces armées, qui ont d'autres noms au Brésil: Polícia Naval (marine), Polícia do Exército (armée de terre), et Polícia da Aeronautica (force aérienne).

## Histoire
La première police militarisée portugaise (lorsque le Brésil était encore une colonie) fut la Guarda Real de Polícia de Lisboa (Garde Royale de Police de Lisbonne) créé en 1801, sur le modèle de la Gendarmerie Nationale française.
Pour ne pas briser l'alliance avec l'Angleterre, le Portugal a refusé d'adhérer au blocus continental; en conséquence, il fut envahi par les armées napoléoniennes en 1807. La cour et la famille royale portugaises se sont réfugiées au Brésil. La Garde Royale de Lisbonne est restée au Portugal et un autre équivalent fut créé à Rio de Janeiro, sous le nom de Divisão Militar da Guarda Real de Polícia do Rio de Janeiro (Division Militaire de Garde Royale de Police de Rio de Janeiro), en 1809.
En 1821, Jean VI est retourné à Lisbonne, et dans l'année suivante, le 7 septembre 1822, son fils Pedro IV s'était proclamé Empereur du Brésil. Et après l'abdication de l'empereur en 1831, la Régence a restructuré les forces armées brésiliennes.
La Garde Royale de Police a été dissoute, et remplacée par le Corpo de Guardas Municipais Voluntários (Corps des Gardes Municipaux Volontaires); un type de force de sécurité similaire à la Garde nationale. La même loi a permis à chaque province d'établir sa propre garde des volontaires.

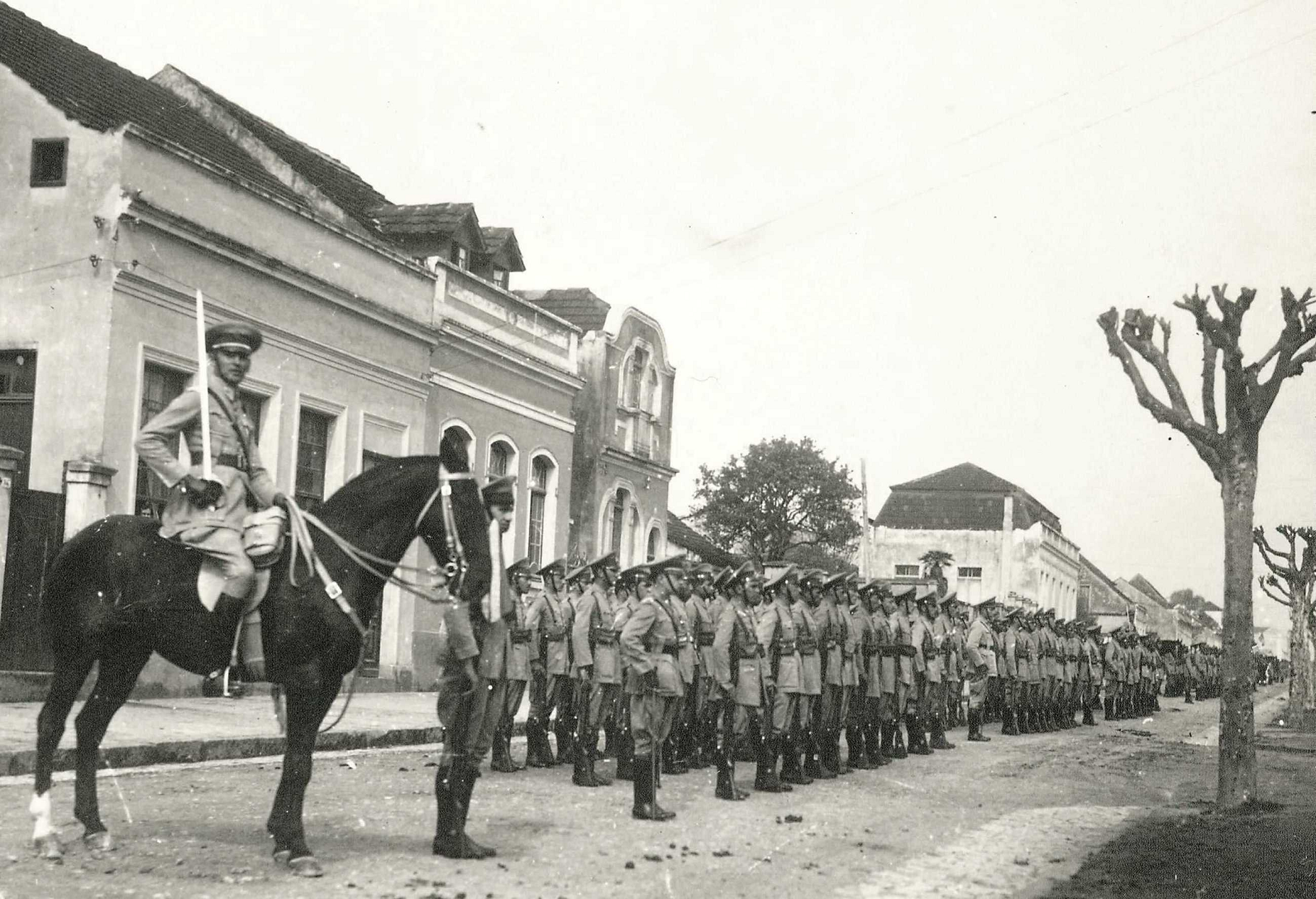
Police Militaire de l'État du Paraná - 1938

En 1834, Pedro I est mort au Portugal, ce qui a réduit la peur au Brésil d'un regroupement des royaumes. Les gardes volontaires ont ensuite été transformée en Corpos Policiais das Províncias (Corps de Police des Provinces), avec troupes professionnelles. Ces unités de police ont été créés avec la même structure que l'armée de terre, pour servir de réserve militaire si nécessaire.

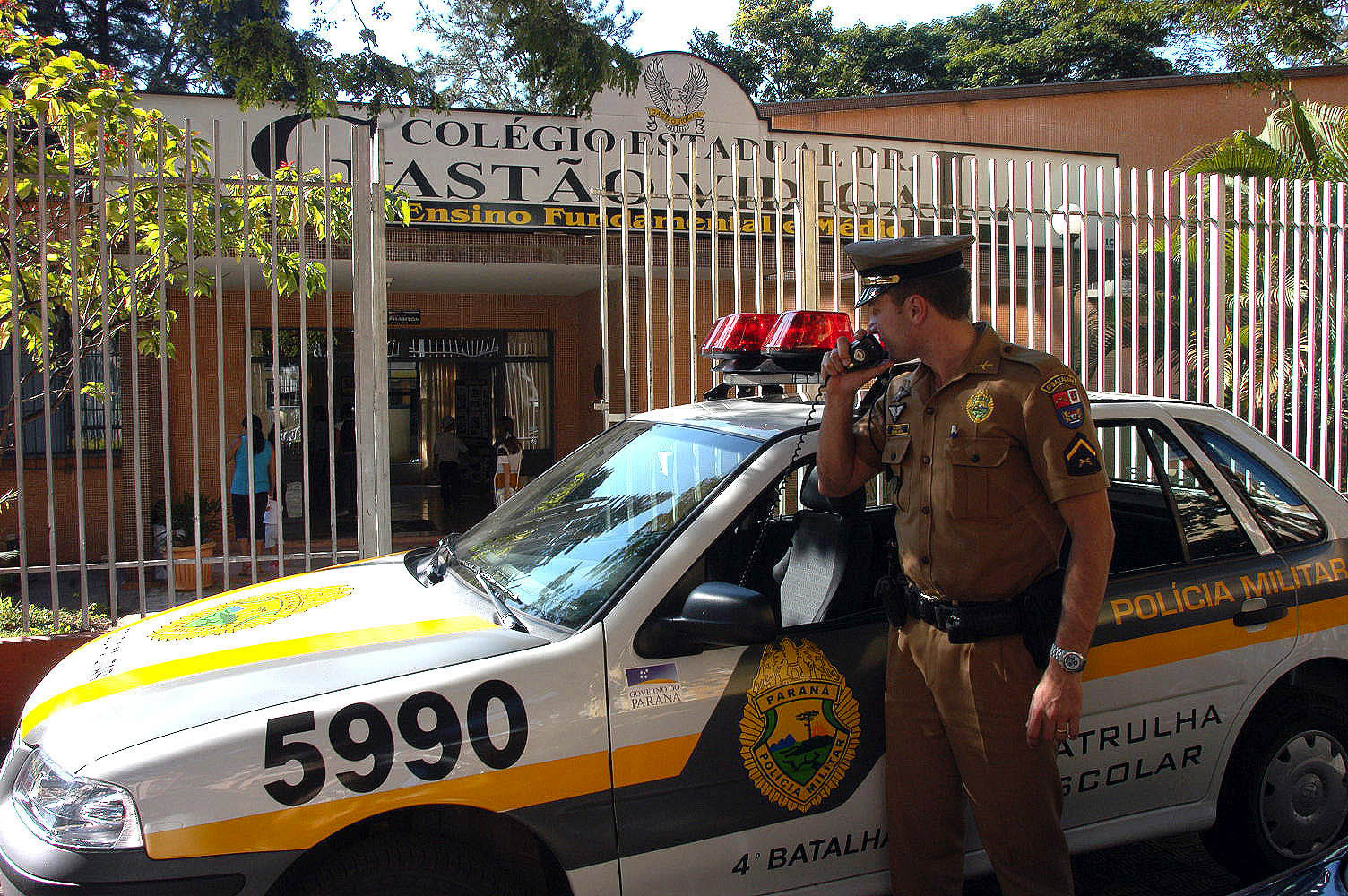
PMPR - 2007

Avec la proclamation de la République en 1889, le Brésil a adopté une Constitution inspirée des États-Unis, où les États ont une grande autonomie. Le corps de police a commencé à être administré par les États et sont devenus de petites armées régionales, avec infanterie, cavalerie, artillerie, et plus tard, aviation. Cette situation dangereuse pour l'unification nationale subsiste jusqu'à la fin de la Seconde Guerre mondiale, avec la déposition du gouvernement dictatorial de Getúlio Vargas.
Après 1946, avec une nouvelle Constitution, les polices militaires assumèrent une structure plus "traditionnelle" de force de police; comme une gendarmerie subordonnée aux États, et ont cherché un rapprochement avec la société civile, et développé lentement la configuration actuelle.
La police militaire de Brasilia est accusée de connivence avec les manifestants lors de l'Invasion du Congrès national du Brésil en 2023. 

## Rôle pendant la dictature
Certains membres de la police militaire sont accusés de collaborer à des assassinats politiques, notamment de militants pour la protection de l'environnement engagés dans des conflits avec de grandes entreprises.
L'universitaire Jacqueline Muniz souligne que le rôle de la police militaire brésilienne « a été défini sous la dictature militaire, à la fin des années 1960, aux pires heures de répression du régime ».

## Organisation
La police militaire est organisée en bataillons, compagnies, et pelotons. Les bataillons sont basés dans des grands centres urbains, et leurs compagnies et pelotons sont répartis selon la densité de population dans des villes.
La police montée est organisée en régiments, répartis en escadrons et pelotons de police montée.

### Nomenclature
Les polices militaires sont connues sous le sigle PM, suivi de l'abréviation de l'État. Sauf dans l'État du Rio Grande do Sul, où l'unité est connue sous le nomenclature militaire de brigade.
- 01. PMAC - Acre
- 02. PMAL - Alagoas
- 03. PMAP - Amapá
- 04. PMAM - Amazonas
- 05. PMBA - Bahia
- 06. PMCE - Ceará
- 07. PMDF - District fédéral (Brasília - Capitale)
- 08. PMES - Espírito Santo
- 09. PMGO - Goiás
- 10. PMMA - Maranhão
- 11. PMMT - Mato Grosso
- 12. PMMS - Mato Grosso do Sul
- 13. PMMG - Minas Gerais
- 14. PMPA - Pará
- 15. PMPB - Paraíba
- 16. PMPR - Paraná
- 17. PMPE - Pernambuco
- 18. PMPI - Piauí
- 19. PMRJ - Rio de Janeiro
- 20. PMRN - Rio Grande do Norte
- 21. BMRS - Rio Grande do Sul
- 22. PMRO - Rondônia
- 23. PMRR - Roraima
- 24. PMSC - Santa Catarina
- 25. PMSP - São Paulo
- 26. PMSE - Sergipe
- 27. PMTO - Tocantins

### Uniformes

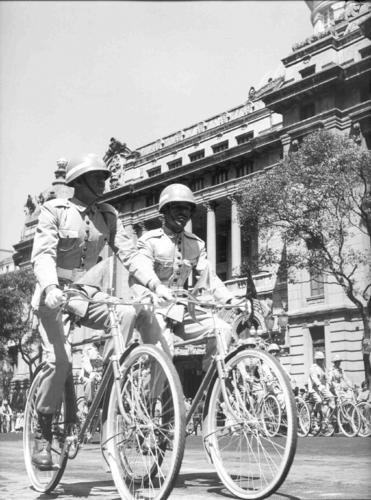
Police Militaire de l'État du Rio de Janeiro - 1945

Les forces armées brésiliennes ont hérité des traditions militaires portugaises, et durant la période de l'Empire, et en partie de la République, à quelques exceptions près, ont été utilisés des uniformes bleus.
En 1903, l'armée brésilienne a opté pour la couleur kaki par les uniformes de campagne, ensuite copié par plusieurs polices militaires.
En 1934, le Ministère de la Guerre a imposé, obligatoirement, la couleur kaki à toutes les forces de la réserve.
Après la Seconde Guerre mondiale, les polices militaires acquirent leur autonomie pour adopter leurs propres uniformes ; cependant la plupart ont gardé le kaki.
Pendant le régime militaire, en 1976, l'armée de terre a suggéré que les polices militaires adoptent la couleur bleue (couleur de l'uniforme de la Police Militaire du District Fédéral - PMDF). Ainsi, certaines unités ont changé leurs uniformes, d'autres non.
Actuellement, la couleur kaki (avec variations de kaki à beige) et la couleur bleue (avec variations de gris à bleu foncé) sont les couleurs des uniformes des polices militaires brésiliennes.
- Polices militaires avec uniforme kaki:

BMRS, PMAC, PMAL, PMBA, PMCE, PMGO, PMMG, PMPB, PMPR, PMPE, PMPI, PMSC, et PMTO.
- Polices militaires avec uniforme bleu:

PMAP, PMAM, PMDF, PMES, PMMA, PMMS, PMMT, PMPA, PMRJ, PMRN, PMRO, PMRR, PMSE, et PMSP.
Observation: Cela s'applique uniquement aux uniformes de service.

## Armement
Le principal armement d'utilisation personnelle est à des pistolets calibre .40 S&W ou .45 ACP produits nationalement par IMBEL et Forjas Taurus SA. Des armes d'épaule comme les Colt M16, IMBEL MD97, Magtech 586P et autres, sont d'emploi nécessaire devant le moderne armement des criminels.

## Véhicules
Les polices civiles brésiliennes, outre leurs importantes flotte d'automobiles (berlines et utilitaires), accomplissent certaines missions avec des blindés légers et des hélicoptères.

## Grades
La hiérarchie de la police militaire est la même que celle de l'armée de terre brésilienne, avec de petites différences dans certains États.
| Colonel | Lieutenant- colonel | Major | Capitaine | 1er Lieutenant | 2e Lieutenant | Aspirant |
| ------- | ------------------- | ----- | --------- | -------------- | ------------- | -------- |
|         |                     |       |           |                |               |          |

| Sous- lieutenant | 1er Sergent | 2e Sergent | 3e Sergent | Caporal | Soldat de 1er Classe |
| ---------------- | ----------- | ---------- | ---------- | ------- | -------------------- |
|                  |             |            |            |         |                      |

## Principaux types de police
- Patrouille aérienne ;
- police forestière ;
- K-9 ;
- police anti-émeute ;.
- police de prison ;
- police de le circulation ;
- Police des écoles ;
- police à bicyclette ;
- police à motocyclette ;
- police montée ;
- police d'autoroute ;
- police des chemins de fer ;
- BOPE ;
- police du tourisme.

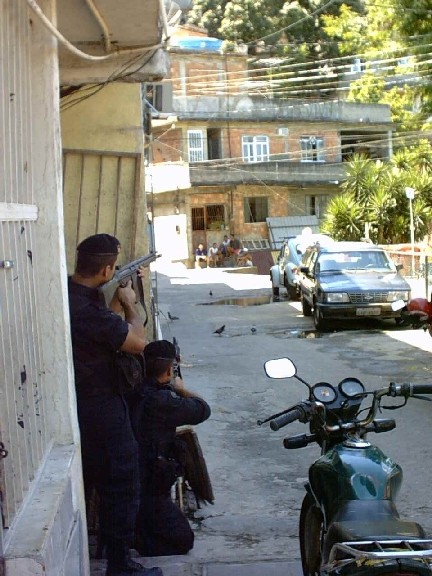
BOPE de la police militaire de l'État de Rio de Janeiro - 2006.
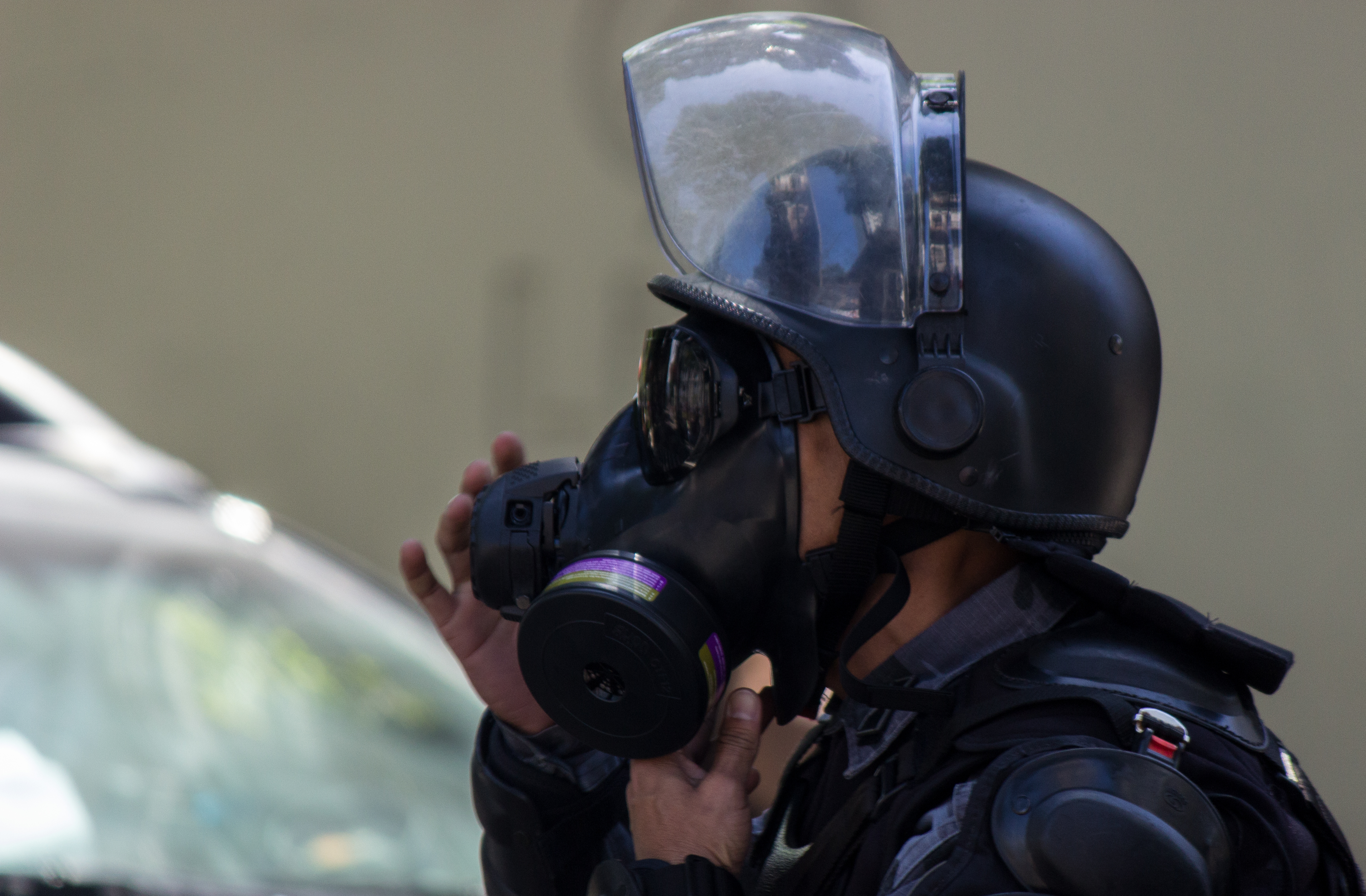
La police se prépare avant une  manifestation.

## Force Nationale de Sécurité Publique

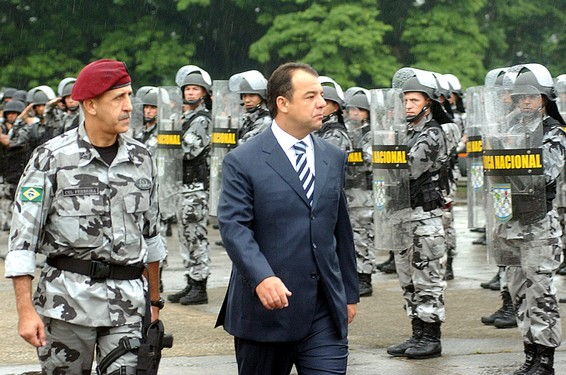
FNSP à Rio de Janeiro - 2007.

Dans des situations de perturbation grave de l'ordre public qui dépassent la capacité de l'État, les gouverneurs peuvent demander l'assistance du gouvernement fédéral.
Pour travailler dans de telles situations le Ministère de la Justice a une unité militaire appelée Força Nacional de Segurança Pública - FNSP (Force Nationale de Sécurité Publique).
La FNSP est composée par des agents spécialement formés des polices militaires des différents États, en coordination entre les Secrétaires de la Sécurité Publique des États et le Ministère de la Justice.

## Inspectorat Général des Polices Militaires
L'Inspectorat Général des Polices Militaires (en portugais : Inspetoria Geral das Policias Militares - IGPM) est un organe militaire de commandement de l'armée de terre brésilienne, chargée de coordonner et mener des activités de contrôle sur les polices et pompiers militaires des États,. Et sa mission est :
- La mise en place de principes, directives et normes pour la mise en œuvre efficace de contrôle et de coordination de la police militaire sous commandement de l'armée, à travers ses commandements de région militaire, des Régions et d'autres grands commandements militaires ;
- Le contrôle de l'organisation, la législation, le personnel et les équipements des polices militaires, tels que :

Armes, munitions, matériel de transmissions, produits chimiques, équipements individuelles et collectives, véhicules, avions et bateaux ;
- Collaboration des études visant à la justice et les garanties de la police militaire, et l'établissement de conditions de convocation et de mobilisation ;
- Coordonner et suivre la conformité avec les dispositions pertinentes de l'État et la législation fédérale ;
- Effectuer les inspections régulières.